# Nati nel 1935/Settembre
| Questa pagina contiene informazioni ricavate automaticamente dalle voci biografiche con l'ausilio del template Bio e di un bot. L'aggiornamento è periodico e automatico e ricostruisce completamente la pagina. Se manca una persona in questa lista, sei pregato di non aggiungerla, ma accertati piuttosto che la sua voce biografica contenga il template Bio e che i dati anagrafici siano correttamente compilati. Se il template Bio manca, inseriscilo tu stesso o, in alternativa, metti l'avviso {{tmp\|Bio}} che ne segnala la mancanza. Se i dati riportati sono sbagliati, correggi direttamente la voce biografica; le modifiche saranno visibili in questa lista entro pochi giorni. Per chiarimenti vedi il progetto biografie. La lista contiene solo le 179 persone che sono citate nell'enciclopedia e per le quali è stato implementato correttamente il template Bio. Pagina aggiornata al 18 ago 2025. |

- 1º settembre - Per-Ulf Helander, slittinista svedese († 2012)
- 1º settembre - Hugo Heredia, sassofonista e flautista argentino († 2019)
- 1º settembre - Baldassare Lauria, politico e chirurgo italiano
- 1º settembre - Seiji Ozawa, direttore d'orchestra giapponese († 2024)
- 1º settembre - Guy Rodgers, cestista statunitense († 2001)
- 2 settembre - Yıldırım Akbulut, politico turco († 2021)
- 2 settembre - Marc Augé, antropologo, etnologo e scrittore francese († 2023)
- 2 settembre - Carlotta Barilli, attrice italiana († 2020)
- 2 settembre - Vladimír Válek, direttore d'orchestra ceco († 2025)
- 3 settembre - Dorothy Masuka, cantante e compositrice sudafricana († 2019)
- 3 settembre - Klaus Münster, attore e doppiatore tedesco
- 3 settembre - Assar Rönnlund, fondista svedese († 2011)
- 3 settembre - Giorgio Sereni, allenatore di calcio e calciatore italiano († 2010)
- 3 settembre - Hans Sturm, calciatore tedesco († 2007)
- 3 settembre - Sissel Vogelmann, italiano († 1944)
- 4 settembre - Vitalij Kanevskij, regista e sceneggiatore russo
- 4 settembre - Renata Pisu, giornalista, scrittrice e traduttrice italiana
- 4 settembre - Kazuko Sakamoto, nuotatrice giapponese
- 4 settembre - Lawrence West, ex canottiere canadese
- 5 settembre - Vincent Flemmi, mafioso statunitense († 1979)
- 5 settembre - Margarita García, ex cestista messicana
- 5 settembre - Dieter Hallervorden, attore e comico tedesco
- 5 settembre - Maya Picasso, mecenate francese († 2022)
- 5 settembre - Aki Schmidt, allenatore di calcio e calciatore tedesco († 2016)
- 5 settembre - Ray Stevens, wrestler statunitense († 1996)
- 6 settembre - Anthony Antico, mafioso statunitense († 2020)
- 6 settembre - Mario Barluzzi, calciatore e allenatore di calcio italiano († 2021)
- 6 settembre - Giovanni Castellani, politico e matematico italiano
- 6 settembre - Isabelle Collin Dufresne, artista francese († 2014)
- 6 settembre - Gaetano Fidanzati, mafioso italiano († 2013)
- 6 settembre - Giuseppe Gagliardi, ex calciatore italiano
- 6 settembre - Veli Lehtelä, canottiere finlandese († 2020)
- 6 settembre - Marcello Truzzi, sociologo statunitense († 2003)
- 6 settembre - Jock Wallace, allenatore di calcio e calciatore britannico († 1996)
- 7 settembre - Francesco Conz, editore italiano († 2010)
- 7 settembre - Abdou Diouf, politico senegalese
- 7 settembre - Jorge Griffa, calciatore argentino († 2024)
- 7 settembre - Pedro Manfredini, calciatore argentino († 2019)
- 7 settembre - Dick O'Neal, cestista statunitense († 2013)
- 7 settembre - Nicola Piepoli, sondaggista e imprenditore italiano
- 7 settembre - Sergio Rossi, stilista e imprenditore italiano († 2020)
- 8 settembre - Massimo Baldelli, ceramista italiano († 2003)
- 8 settembre - Friedrich Baumbach, scacchista tedesco († 2025)
- 8 settembre - Jim Krebs, cestista statunitense († 1965)
- 8 settembre - Teddy Mayer, dirigente sportivo statunitense († 2009)
- 8 settembre - Alfredo Messina, politico italiano († 2025)
- 8 settembre - Helga Maria Novak, poetessa islandese († 2013)
- 8 settembre - Luigi Ulivelli, lunghista italiano († 2010)
- 9 settembre - Guglielmo Bellasi, pilota automobilistico e imprenditore svizzero († 2025)
- 9 settembre - Francesco Patino, ex calciatore italiano
- 9 settembre - Nadim Sawalha, attore giordano
- 9 settembre - Chaim Topol, attore israeliano († 2023)
- 10 settembre - Agostino Dodero, fisarmonicista, organista e compositore italiano († 2022)
- 10 settembre - Alfio Finocchiaro, magistrato italiano († 2021)
- 10 settembre - Miha Lokar, ex cestista jugoslavo
- 10 settembre - Giacomo Losi, calciatore e allenatore di calcio italiano († 2024)
- 10 settembre - Mary Oliver, poetessa statunitense († 2019)
- 10 settembre - Jomarie Ward, attrice statunitense († 2018)
- 10 settembre - Leonardo Zanier, sindacalista, politico e poeta italiano († 2017)
- 11 settembre - Giuseppe Farinelli, storico della letteratura e critico letterario italiano († 2021)
- 11 settembre - Jacques Gaillot, vescovo cattolico e attivista francese († 2023)
- 11 settembre - Paul Gunnar Olsson, geografo svedese
- 11 settembre - Károly Palotai, arbitro di calcio e calciatore ungherese († 2018)
- 11 settembre - Marcello Piazza, medico italiano († 2022)
- 11 settembre - Arvo Pärt, compositore estone
- 11 settembre - Gerome Ragni, musicista e compositore statunitense († 1991)
- 11 settembre - German Stepanovič Titov, cosmonauta sovietico († 2000)
- 12 settembre - Harvey J. Alter, medico statunitense
- 12 settembre - Guy Gilbert, presbitero e educatore francese
- 12 settembre - Franco Trincale, cantante e cantastorie italiano
- 12 settembre - Geraldo Vandré, cantante e compositore brasiliano
- 13 settembre - Giovanni Bergese, arcivescovo cattolico italiano († 1996)
- 13 settembre - Mario Curletto, schermidore, maestro di scherma e dirigente sportivo italiano († 2004)
- 13 settembre - Petre Mândru, allenatore di calcio e ex calciatore rumeno
- 13 settembre - Friedhelm Wentzke, ex canoista tedesco
- 14 settembre - Fujio Akatsuka, fumettista e comico giapponese († 2008)
- 14 settembre - Omero Andreani, allenatore di calcio e calciatore italiano († 2022)
- 14 settembre - Amanda Barrie, attrice britannica
- 14 settembre - Franco Mondini, batterista e giornalista italiano († 2019)
- 15 settembre - Severino Angella, ex ciclista su strada italiano
- 15 settembre - Filadelfio Aparo, poliziotto italiano († 1979)
- 15 settembre - Dinkha IV, presbitero iracheno († 2015)
- 15 settembre - Domenico Fisichella, politico e politologo italiano
- 15 settembre - Tibor Pál, ex calciatore ungherese
- 16 settembre - Carl Andre, pittore e scultore statunitense († 2024)
- 16 settembre - Jules Bass, regista, produttore cinematografico e compositore statunitense († 2022)
- 16 settembre - Lidia Cavallini, giocatrice di curling italiana
- 16 settembre - Fosco Corti, direttore di coro, compositore e organista italiano († 1986)
- 16 settembre - Regina Schöpf, sciatrice alpina austriaca († 2008)
- 16 settembre - Eitan Tchernov, biologo, archeologo e zoologo israeliano († 2002)
- 16 settembre - Esther Vilar, scrittrice argentina
- 17 settembre - Amilcare Ballestrieri, pilota motociclistico e pilota automobilistico italiano († 2023)
- 17 settembre - Ken Kesey, scrittore statunitense († 2001)
- 17 settembre - Serge Klarsfeld, avvocato, scrittore e storico romeno
- 17 settembre - Gianpaolo Ormezzano, giornalista, scrittore e personaggio televisivo italiano († 2024)
- 17 settembre - Guido Rhodio, politico italiano († 2023)
- 17 settembre - Giuseppe Tatarella, politico, avvocato e giornalista italiano († 1999)
- 17 settembre - Einar Østby, fondista norvegese († 2022)
- 18 settembre - Renzo Eligio Filippi, politico italiano († 2001)
- 18 settembre - Dimitri, circense, mimo e attore teatrale svizzero († 2016)
- 18 settembre - John Spencer, giocatore di snooker inglese († 2006)
- 18 settembre - Raymond Vautherin, linguista, poeta e drammaturgo italiano († 2018)
- 18 settembre - Friedrich Walz, cestista e allenatore di pallacanestro austriaco († 2006)
- 19 settembre - Milan Antal, astronomo slovacco († 1999)
- 19 settembre - Velasio De Paolis, cardinale e arcivescovo cattolico italiano († 2017)
- 19 settembre - Thomas W. Ewing, politico statunitense
- 19 settembre - Bob Krueger, politico e diplomatico statunitense († 2022)
- 19 settembre - Jean-Claude Lorquet, chimico belga
- 19 settembre - Giuliano Persico, attore e doppiatore italiano († 2013)
- 20 settembre - Newell Alexander, attore statunitense
- 20 settembre - Mohammad Ami-Tehrani, sollevatore iraniano († 2020)
- 20 settembre - Walter Eschweiler, ex arbitro di calcio tedesco
- 20 settembre - André Louis Fort, vescovo cattolico francese
- 20 settembre - William Hatcher, filosofo, matematico e educatore canadese († 2005)
- 20 settembre - David Kirkwood, pentatleta statunitense († 2012)
- 20 settembre - Orlando Peçanha, calciatore brasiliano († 2010)
- 20 settembre - David Pegg, calciatore inglese († 1958)
- 20 settembre - Keith Roberts, scrittore britannico († 2000)
- 20 settembre - Guido Roncarati, allenatore di calcio italiano
- 20 settembre - Nereo Svara, ostacolista italiano († 2024)
- 20 settembre - Jim Taylor, giocatore di football americano statunitense († 2018)
- 21 settembre - Santos Abril y Castelló, cardinale e arcivescovo cattolico spagnolo
- 21 settembre - Jimmy Armfield, calciatore e allenatore di calcio inglese († 2018)
- 21 settembre - Norma Bengell, attrice, cantante e regista brasiliana († 2013)
- 21 settembre - Franco Cocco, scrittore italiano
- 21 settembre - Henry Gibson, attore statunitense († 2009)
- 21 settembre - Bruno Jossa, economista italiano
- 21 settembre - Anthony Page, regista britannico
- 21 settembre - Alfonso Sicurani, ex calciatore italiano
- 21 settembre - Jakov Grigor'evič Sinaj, matematico russo
- 22 settembre - Harriet King, ex schermitrice statunitense
- 22 settembre - Hias Leitner, ex sciatore alpino e allenatore di sci alpino austriaco
- 22 settembre - Eilert Määttä, hockeista su ghiaccio svedese († 2011)
- 22 settembre - Virgilijus Noreika, tenore lituano († 2018)
- 22 settembre - Masumi Okada, attore giapponese († 2006)
- 22 settembre - Luigi Schenoni, traduttore italiano († 2008)
- 23 settembre - Paul Barnett, presbitero e biblista australiano
- 23 settembre - Prem Chopra, attore indiano
- 23 settembre - Les McCann, pianista, compositore e cantante statunitense († 2023)
- 23 settembre - Margarita Nikolaeva, ginnasta sovietica († 1993)
- 23 settembre - Ron Tindall, allenatore di calcio e calciatore inglese († 2012)
- 24 settembre - Natale Borsani, ex calciatore italiano
- 24 settembre - Yuzuru Fujimoto, doppiatore giapponese († 2019)
- 24 settembre - Gessy, calciatore brasiliano († 1989)
- 24 settembre - Vicente Lucas, allenatore di calcio e ex calciatore portoghese
- 25 settembre - Adrien Douady, matematico francese († 2006)
- 25 settembre - Harv Schmidt, cestista e allenatore di pallacanestro statunitense († 2020)
- 25 settembre - Maj Sjöwall, scrittrice, giornalista e traduttrice svedese († 2020)
- 25 settembre - Jennifer Worth, infermiera, musicista e scrittrice britannica († 2011)
- 26 settembre - Henning Enoksen, calciatore danese († 2016)
- 26 settembre - Henk Nijdam, ciclista su strada e pistard olandese († 2009)
- 26 settembre - Vincenzo Vitiello, filosofo italiano
- 26 settembre - Juan Zanotto, fumettista argentino († 2005)
- 27 settembre - Donatien Laurent, linguista e etnomusicologo francese († 2020)
- 27 settembre - Paul Lowe, giocatore di football americano statunitense
- 27 settembre - Al MacNeil, dirigente sportivo, hockeista su ghiaccio e allenatore di hockey su ghiaccio canadese († 2025)
- 27 settembre - Jerry Shipp, cestista statunitense († 2021)
- 27 settembre - Natalija Šachovskaja, violoncellista russa († 2017)
- 28 settembre - David Hannay, diplomatico britannico
- 28 settembre - Ronald Lacey, attore britannico († 1991)
- 28 settembre - Corrado Ruggiero, scrittore italiano († 2009)
- 28 settembre - Pierre Ryckmans, scrittore, saggista e critico letterario belga († 2014)
- 28 settembre - Alan Shepherd, pilota motociclistico britannico († 2007)
- 29 settembre - Gianfranco Baraldi, ex mezzofondista italiano
- 29 settembre - Uta Franz, attrice austriaca († 2012)
- 29 settembre - Hillel Furstenberg, matematico israeliano
- 29 settembre - Buddy Humphrey, giocatore di football americano statunitense († 1988)
- 29 settembre - Sonia Iovan, ginnasta rumena († 2024)
- 29 settembre - Jerry Lee Lewis, cantante e pianista statunitense († 2022)
- 29 settembre - Wilfred Johnson, mafioso statunitense († 1988)
- 29 settembre - Arlo U. Landolt, astronomo statunitense († 2022)
- 29 settembre - Mylène Demongeot, attrice e modella francese († 2022)
- 29 settembre - Ingrid Noll, scrittrice tedesca
- 29 settembre - Bruce Tulloh, mezzofondista britannico († 2018)
- 30 settembre - Jill Corey, cantante statunitense († 2021)
- 30 settembre - René Farwig, ex sciatore alpino boliviano
- 30 settembre - Luboš Fišer, compositore ceco († 1999)
- 30 settembre - Johnny Mathis, cantante statunitense
- 30 settembre - Alessandro Pace, costituzionalista e avvocato italiano († 2025)